# 黛安娜·佛里蘭
黛安娜·佛里蘭（英語：Diana Vreland，1903年9月29日—1989年8月22日）時尚專欄作家、時尚編輯、藝術策展顧問，出生於法國巴黎。曾服務於哈潑時尚雜誌（Harper's Bazaar.）、 Vogue 雜誌，以鮮明大膽的風格聞名。因為每次工作都堅持大膽奢華的風格與創意，需要花費許多資源籌製，被迫離開時尚雜誌。1972 年開始擔任大都會藝術博物館服裝部的特別顧問，推動時尚服裝成為大都會博物館的策展主題，直到過世。
佛里蘭先在哈潑時尚雜誌開設《你為何不...？（Why Don't You?）》圖文專欄連載，給予讀者一些生活提案。
1962-1971年擔任哈潑雜誌的時尚編輯，1963-1971年轉任 Vogue 雜誌總編輯。佛里蘭曾在紀錄片裡，形容自己長得並不好看，並非主流的美。擔任時尚編輯期間，她的審美觀異於當時的時代潮流，挖掘許多極有個人特色的女性素人成為明星。她曾經這樣說：「如果有牙縫，讓牙縫成為最美的特色；身材高，就穿高跟鞋讓妳盡量更高。 脖子長要展現出來，不要駝背 ；鼻子長，就抬頭讓它成為妳的獨一無二。 盡情自曝其短，讓缺陷成為身上最美的部分！」
她曾經合作過的女星或模特兒有：
- 美國影星洛琳·白考兒（Lauren Bacall），在白考兒未出名以前，演藝生涯從模特兒開始。佛里蘭決定讓洛林白考兒成為1943年3月份哈潑雜誌的封面，當時洛林·白考兒年僅 18 歲。[5]
- 美國模特兒兼演員羅倫·赫頓（Lauren Hutton），黛安娜佛里蘭形容有牙縫的勞倫：「她是美國最棒的，她就是大家想要一直注視的人。」[6]
- 英國名模崔姬（Twiggy），崔姬如此形容佛里蘭：「每次去見黛安娜・佛里蘭時，都像是見一位女王，她總是在巔峰，然後同時告訴我她有多麽的愛慕我！我想我是在紐約的所有人事物中，欠她最多的一個！」[7]